# Епархия Крунстада
Епархия Крунстада (лат. Dioecesis Kroonstadensis) — епархия Римско-Католической Церкви с центром в городе Крунстад, ЮАР. Епархия Крунстада входит в митрополию Блумфонтейна. Кафедральным собором епархии Крунстада является церковь святого Патрика.

## История
26 ноября 1923 года Римский папа Пий XI издал бреве «Quae catholico», которым учредил апостольскую префектуру Крунстада, выделив её из апостольского викариата Кимберли в Южной Африке (сегодня — Епархия Кимберли).
8 апреля 1935 года Римский папа Пий XI издал буллу «Quaeque Praefectura», которой преобразовал апостольскую префектуру Крунстада в апостольский викариат.
12 февраля 1948 года апостольский викариат Крунстада передал часть своей территории для образования нового апостольского викариата Бетлехема (сегодня — Епархия Бетлехема).
11 января 1951 года Римский папа Пий XII издал буллу «Suprema Nobis», которой преобразовал апостольский викариат Крунстада в епархию.

## Ординарии епархии
- епископ Guglielmo Herting C.S.Sp.[1] (1923—1924);
- епископ Léon Klerlein C.S.Sp. (24.03.1924 — 12.02.1948) — назначен апостольским викарием Бетлехема;
- епископ Gerard Marie Franciskus van Velson O.P. (31.05.1950 — 15.11.1975);
- епископ Johannes Ludgerus Bonaventure Brenninkmeijer O.P. (15.04.1977 — 2.07.2003);
- епископ Стивен Бризлин (17.10.2006 — 18.12.2009) — назначен архиепископом Кейптауна;
- епископ Peter Holiday (1.04.2011 — 12.12.2022, в отставке).

## Источник
- Annuario Pontificio, Libreria Editrice Vaticana, Città del Vaticano, 2003, ISBN 88-209-7422-3
- Бреве Quae catholico, AAS 16 (1924), стр. 81  (лат.)
- Булла Quaeque Praefectura, AAS 28 (1936), стр. 2  (лат.)
- Булла Suprema Nobis, AAS 43 (1951), стр. 257 (лат.)